# Зейнклишвили, Джемал Васильевич
Джема́л Васи́льевич Зейнклишви́ли (груз. ჯემალ ვასილის ძე ზეინკლიშვილი; 7 января 1937, Боржоми, Грузинская ССР — 1 сентября 2011, Боржоми, Грузия) — советский футболист, мастер спорта СССР (1959), наиболее известен по выступлениям за «Динамо Тбилиси». Брат оперного певца Тенгиза Зейнклишвили.

## Биография
Джемал Зейнклишвили родился и вырос в Боржоми, где и начал заниматься футболом, играя за местные команды. В юности он также увлекался горнолыжным спортом, в котором добился определённого успеха, но Зейнклишвили решил выбрать футбол. В 1958 году он играл за «Буревестник Тбилиси», где его заметили представители «Динамо». В 1959—1965 годах он играл за тбилисское «Динамо», в высшей лиге СССР сыграл 171 матч, забил 6 голов. Был чемпионом СССР 1964 года (в том же году попал в список 33 лучших футболистов сезона в СССР) и дважды завоёвывал бронзу: в 1959 и 1962 годах; играл на позициях полузащитника или защитника. Завершил карьеру в 1967 году в составе «Мешахте». После завершения карьеры игрока посвятил себя тренерской деятельности, с 1990-х годов принимал участие в работе Федерации футбола Грузии.
В последние месяцы жизни болел, скончался 1 сентября 2011 года. Похороны состоялись 3 сентября в Боржоми. В его честь в Боржоми был назван стадион.